# Сен-Бенуа (округ)
Сен-Бенуа́ (фр. Saint-Benoît) — округ (фр. Arrondissement) во Франции, один из округов в регионе Реюньон. Департамент округа — Реюньон. Супрефектура — Сен-Бенуа.
Население округа на 2006 год составляло 101 804 человек. Площадь округа составляет всего 736 км².